# 費洪學
费洪学（1665年—1713年），字巽来，号文江。江蘇吴江人。
康熙三十九年（1700年）进士，擔任博野县知县，历三载，死於任內。有《东濠诗集》四卷。有子费振勳、孫費蘭墀。